# 认知行为疗法
認知行為療法 (英語：Cognitive Behavioral Therapy，縮寫作CBT) 是一種心理干預理論，旨在減輕各種心理健康狀況的症狀，主要是憂鬱症和焦慮症。CBT被認為是治療藥物濫用和伴隨發生（英語：co-occurring）的心理健康障礙的最有效手段之一。CBT 側重於挑戰和改變認知扭曲（例如思想、信念和態度）及其相關行為，以改善情緒調節並制定旨在解決當前問題的個人應對策略。雖然它最初針對治療憂鬱症而設計，但其用途已擴展包含治療許多心理健康狀況，如焦慮症、物質使用障礙、伴侶關係問題和進食障礙等。CBT 包括許多認知或行為心理療法，這些療法使用基於證據的技術和策略來處理特定的精神病理學議題。
CBT 是一種常見的心理療法，結合了行為心理學和認知心理學的基本原理。CBT的治療歷程 “以問題為中心”和“以行動為導向”，治療師的作用是幫助來訪者找到並實施有效的策略來實現既定目標並減輕疾病症狀。CBT 的核心信念是問題發生於認知扭曲（cognitive distortion）和適應不良（maladaptive）行為，且可藉學習新的資訊處理技能和應對機制來減少症狀和相關的痛苦。
與精神藥物相比，回顧性研究發現單獨使用 CBT 對治療較輕微之憂鬱症、焦慮症、創傷後應激障礙、抽動障礙、物質使用障礙、進食障礙、邊緣性人格障礙等有效。一些研究表明，認知行為療法與治療精神障礙（例如重度憂鬱症）的藥物相結合時最有效。CBT 被推薦為大多數兒童和青少年心理障礙的一線治療方法，包括攻擊傾向和品行障礙。研究人員發現，其他真實的（英語：bona fide）治療干預對於治療成人的某些病症同樣有效。與人際取向心理治療一起，CBT 在治療指導方針中被推薦為一種心理社會治療的選擇。

## 基本原則
認知治療方法側重於處理認知，包括態度、思想、評估和信仰。 認知治療的理論，包括認知療法（CT）和理性情感行為療法（REBT），假設我們的思維方式決定了我們的感受和行為以及我們的身體反應，即誘發事件（Activating event）-信念（Believe）-結果（Consequence）的ABC原則。
治療的重點有：
- 認知意識
- 驗證認知和結論是否充分
- 糾正非理性設定
- 將更正後的設定轉移到具體的行為中

因此，認知療法側重於感知過程的積極設計，因為在後一種情況下，決定行為的不是客觀現實，而是觀眾的主觀觀點。 如果認知不足（如透過感知選擇和評估），糾正影響和行為的可能性也受到損害。 特別是自發和情感驅動的行為，受到一個人在心理上構建環境模式的方式的影響很大。

## 認知行為研究的作用
實證研究表明，認知行為治療可以有效治療多種問題，包括情感性疾患、焦慮性疾患、人格疾患、飲食疾患、物質濫用、精神病性疾患。治療方法常常是依照手冊，運用特別的技巧指示、直接處理問題，且針對特定疾患進行有時效性的處遇。認知行為治療常用於個人治療及團體治療，這些技巧經過改編後，也常應用在心理自助上。有些臨床和研究人員偏重認知導向（如認知重建），另一些人則偏重行為導向（如暴露治療）。其他的介入措施則結合了兩者（如想像暴露治療）。
認知行為治療的發展，主要是透過行為治療與認知治療的結合。基於差異甚大的理論，這兩種傳統在關注「此時此刻」與減輕症狀上，找到了共同點。許多針對特定疾患的認知行為治療程序，接受過療效與效率的評估。具備實證研究基礎的治療是醫療保健事業的趨勢，這一類的治療會依照症狀的診斷，採取特定的治療方法；所以相較於其他療法（如心理動力）來說，認知行為治療更受到醫療保健事業的喜愛。在英國，國家衛生與臨床優化研究院推薦「認知行為治療」作為治療許多心理健康困擾的選擇，包括創傷後壓力症候群、強迫症、暴食症、臨床憂鬱症等。

## 歷史
認知行為治療某些基本觀點，可以確定是以各種古代的哲學傳統為其前身，特別是斯多葛學派。例如 Beck 最早針對憂鬱症的治療手冊就記載：「認知治療的哲學源頭，可以追溯到斯多葛學派的哲學家。」認知行為治療的現代基礎，可以追溯到二十世紀早期行為治療的發展、1960 年代認知治療的發展，以及隨後兩者的結合。
行為治療的方法早在1924年就出現在玛丽·琼斯（Mary Cover Jones）探討兒童如何消除恐懼的著作中。1937 年，Abraham Low 為精神病患住院治療結束後的復健，發展出一套認知訓練技巧。Low 也將他的技巧運用在他創立的組織「國際復健」當中，協助人們從心理疾病當中復原。雖然「國際復健」最初由 Low 領導，他後來也改編了這些技巧，將其用在以相同名稱運作的自助團體當中。
1950-1970 年這段期間，行為治療開始獲得廣泛運用，美國、英國與南非的研究者，都從巴甫洛夫（Ivan Pavlov）、约翰·布罗德斯·华生（John B. Watson）、克拉克·L·赫爾（Clark L. Hull）等行為主義者的學習理論當中獲得啟發。在英國，這些研究大多聚焦在精神官能症，Joseph Wolpe將他在動物實驗當中的發現，套用到他的系統減敏感法上，這是今天用來消除恐懼的技巧的前身。英國心理學家汉斯·艾森克（Hans Eysenck）由 卡尔·波普（Karl Popper）的著作獲得靈感，以「假如你擺脫了症狀，你就擺脫了精神官能症」這一論點來批評精神分析，並以行為治療作為建設性的替代方案。在美國，心理學家將 伯尔赫斯·弗雷德里克·斯金纳（B. F. Skinner）的激進行為主義應用在臨床上。這些工作大多關注嚴重、慢性的精神失常，如精神病性行為與自閉症。
雖然早期的行為治療法成功地運用在許多精神官能症的治療上，但用來治療憂鬱症卻不太成功。由於所謂的「認知革命」，行為主義也失去了流行性。雖然較早期的行為主義者拒絕像是思考和認知這一類的「心智」概念，但是阿尔伯特·艾利斯（Albert Ellis）與 Aaron T. Beck注重認知的治療方法還是在行為治療師當中獲得了普及。Ellis與Beck的治療法都包含行為治療的成分與介入方式，並且主要將注意力集中在當下的問題。Albert Ellis的治療法，創始於1950年代早期，一開始被稱為理性治療，可以說是認知行為治療的第一種類型。這項治療法有一部分是建立在對抗當時流行的心理治療理論，主要是精神分析。受到阿尔伯特·艾利斯的啟發，亞倫·貝克在1960年代發展出認知治療。依照貝克的描述，他的治療方法是來自於在古典精神分析的脈絡下，帶領病人進行自由聯想的過程中所獲得的領悟。